# 库克拉勒
库克拉勒（荷蘭語：Koekelare，荷蘭語發音：[ˈkukəlaːrə]）是比利时弗拉芒大區西佛兰德省迪克斯迈德区的一个市镇，通行荷蘭語，是弗拉芒社群的一部分，面积39.44平方千米，人口8,784人（2018年1月1日）。